# 7番街駅 (BMTブライトン線)
7番街駅（7ばんがいえき、英語: Seventh Avenue）はニューヨーク市地下鉄BMTブライトン線の駅である。ブルックリン区ブロスペクト・ハイツとパーク・スロープにある7番街、パーク・プレイスとフラットブッシュ・アベニューの交差点に位置し、B系統が平日23時まで、Q系統が終日停車する。この駅はB系統が停車する2つの7番街駅の内の1駅で、もう1駅はマンハッタン区に位置する7番街駅である。両駅の区別のため、マンハッタン区側の7番街駅は7番街-53丁目駅 (英語: Seventh Avenue–53rd Street) と案内されている。

## 歴史
当駅は1920年8月1日のBMTブライトン線プロスペクト・パーク駅からディカルブ・アベニュー駅への延伸と共に開業した。1964年から1965年に掛けて駅は改良工事を行っており、ホームがINDの1両辺り60フィート（約18メートル）の車両10両編成あるいはBMTの1両辺り67フィート（20メートル）の車両9両編成の停車に対応するために有効長を615フィート（約187メートル）まで延長した。

## 駅構造
| G           | 地上階                                 | 出入口 |
| B1          | 改札階                                 | 改札口、駅員詰所、メトロカード自動券売機 |
| B2 ホーム階 | イースタン・ パークウェイ線 北行緩行線 | ← 通過 |
| B2 ホーム階 | 相対式ホーム、右側の扉が開く。         | |
| B2 ホーム階 | ブライトン線 北行線                    | ← ラッシュ時：ベッドフォード・パーク・ブールバード駅行き（アトランティック・アベニュー-バークレイズ・センター駅） ← 平日日中：145丁目駅行き（アトランティック・アベニュー-バークレイズ・センター駅） ← 96丁目駅行き（アトランティック・アベニュー-バークレイズ・センター駅） |
| B2 ホーム階 | ブライトン線 南行線                    | → 平日：ブライトン・ビーチ駅行き（プロスペクト・パーク駅）→ コニー・アイランド-スティルウェル・アベニュー駅行き（プロスペクト・パーク駅）→ |
| B2 ホーム階 | 相対式ホーム、右側の扉が開く。         | |
| B2 ホーム階 | イースタン・ パークウェイ線 南行緩行線 | → 通過 → |
| B3 下層階   | イースタン・ パークウェイ線 北行急行線 | ← 通過 |
| B3 下層階   | イースタン・ パークウェイ線 南行急行線 | → 通過 → |

駅は相対式ホーム2面2線の地下駅である。ホーム上には2つの閉鎖された階段があり、改札階の現在は閉鎖された部分へと繋がっている。また、ホームには面していないが駅の両脇をIRTイースタン・パークウェイ線緩行線が通っており、駅北側ではトンネルの開口部からイースタン・パークウェイ線南行緩行線を見ることができる。
また、イースタン・パークウェイ線南北急行線がブライトン線の下を通過しているほか、急行線からの非常出口が当駅の南北ホームに接続している。

### 出口
ホーム上に改札がある。
- 階段1つ、フラットブッシュ・アベニューとパーク・プレイスの交差点南東[7]。
- 階段1つ、フラットブッシュ・アベニューとパーク・プレイスの交差点南西[7]。

## 外部リンク

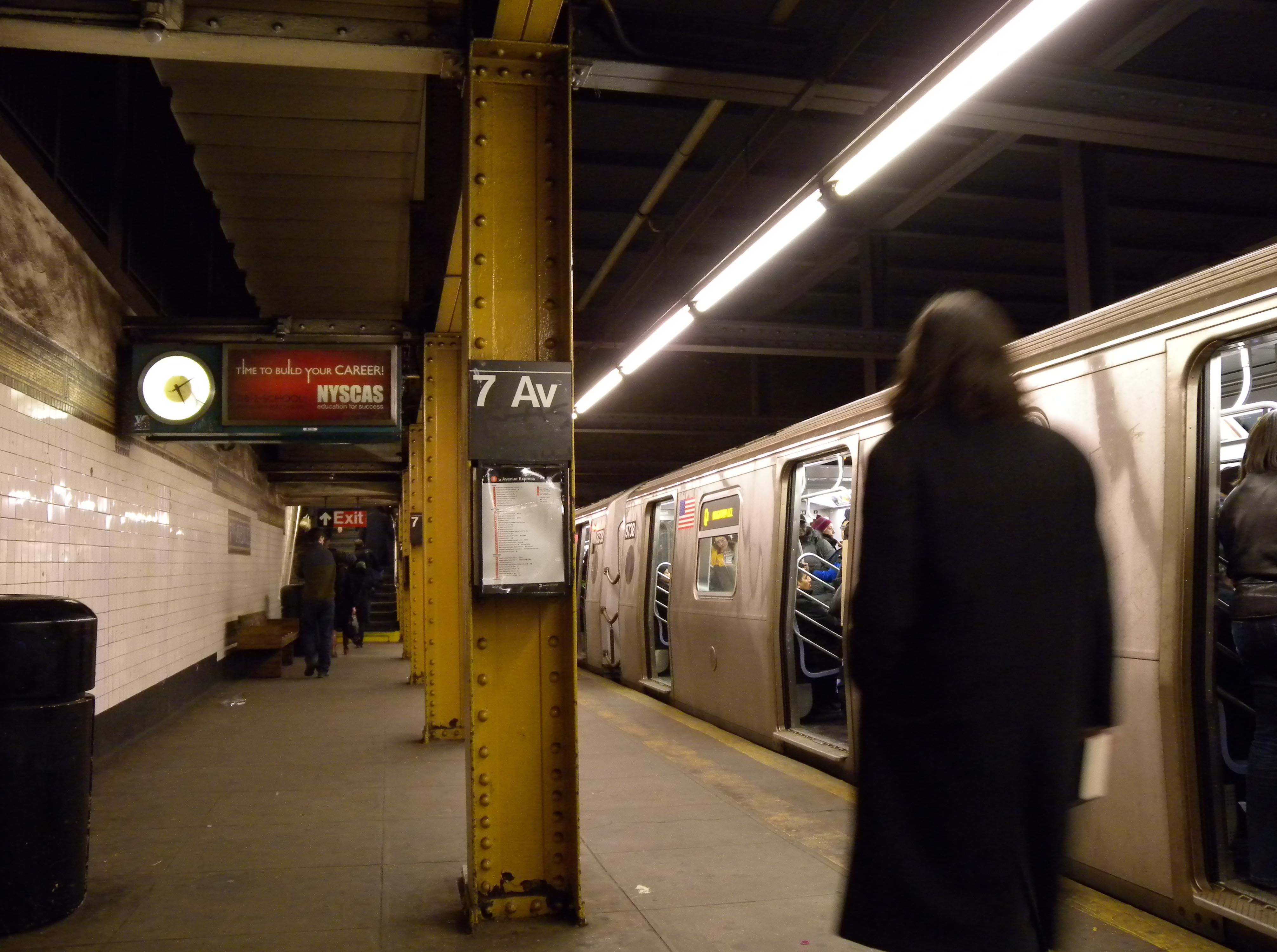
南行ホーム